# Amenomori Hōshū

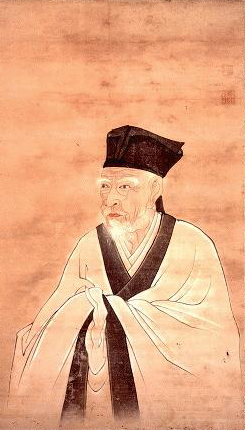
Chân dung Amenomori Hōshū

Amenomori Hōshū (雨森芳洲 (Vũ Sâm Phương Châu)) (26 tháng 6, 1668 - 16 tháng 2, 1755) là một Nho gia hoạt động giữa thời kỳ Edo. Húy của ông là Toshiyoshi (俊良 (Tuấn Lương)), về sau đổi thành Nobukiyo (誠清 (Thành Thanh)), ông thường được gọi bằng tên thông xưng là Tōgorō (藤五郎/東五郎 (Đằng/Đông Ngũ Lang)). Hiệu của ông là Phương Châu (芳洲), tự Bá Dương (伯陽), Hán danh Vũ Sâm Đông (雨森東). Ông thông thạo tiếng Trung và tiếng Hàn, đã góp công xây dựng quan hệ tốt đẹp giữa phiên Tsushima và nhà Triều Tiên. Cùng với Arai Hakuseki và Muro Kyūsō, ông được coi là một trong Ngũ tiên sinh hoặc Thập triết trong số các môn hạ của Kinoshita Jun'an.

## Cuộc đời

### Đồ đệ của Kinoshita Jun'an
Năm Khoan Văn thứ 8 (1668), Amenomori sinh ra tại thôn Amenomori, quận Ika, tỉnh Ōmi (nay là Amenomori, thôn Takatsuki, thành phố Nagahama, tỉnh Shiga), là con trai của một y sĩ trong thôn. Năm Diên Bảo thứ 7 (1679), khi mới 12 tuổi, ông rời đi Kyōto để học nghề y. Khoảng năm Trinh Hưởng thứ 2 (1685), ông xuống Edo và trở thành đồ đệ của Chu Tử học giả Kinoshita Jun'an. Ông được coi là một tài năng sáng giá cùng với các đồng môn Arai Hakuseki, Muro Kyūsō, và Gion Nankai. Năm Nguyên Lộc thứ 2 (1689), được Kinoshita đề cử, ông bắt đầu làm việc tại phiên Tsushima, khu vực trung gian giao dịch phồn thịnh đang tìm kiếm tài năng. Năm Nguyên Lộc thứ 5 (1692), ông nhận lệnh chuyển đến tỉnh Tsushima làm việc. Trong thời gian này, ông học tiếng Trung tại Nagasaki.

### Tá dịch Triều Tiên tại phiên Tsushima
Năm Nguyên Lộc thứ 12 (1698), Amenomori được bổ nhiệm làm tá dịch cho bên Triều Tiên. Năm Nguyên Lộc thứ 15 (1702), ông đến Busan lần đầu tiên, và thường lui tới đó từ năm Nguyên Lộc thứ 16 đến 18 (1703 - 1705), trọ lại một Oa quán và học tiếng Hàn. Ông tới thăm Oa quán tại đây tổng cộng bảy lần. Trong thời gian này, ông cũng hợp tác biên soạn từ điển Nhật-Hàn "Wago Ruikai" (倭語類解 (Oa ngữ loại giải)), đồng thời tự sáng tác sách nhập môn tiếng Hàn "Kōrin Suchi" (交隣須知 (Giao lân tu tri)). Ngoài ra, ông cũng 2 lần tham gia các phái đoàn Triều Tiên đến chúc mừng các Shōgun đời thứ 6 Tokugawa Ienobu và đời thứ 8 Tokugawa Yoshimune nhậm chức, lần lượt vào các năm Chính Đức nguyên niên (1711) và Hưởng Bảo thứ 4 (1719). Ngoài ra, hoạt động của ông cũng được quan chế thuật Triều Tiên Shin Yu-han ghi chép trong cuốn Haeyurok (Hải du ký) sau khi về nước. Công việc chính của Amenomori tại Tsushima là ký giả về các giấy tờ ngoại giao từ phía Triều Tiên. Là một người thành thật, ông nhận được sự tin tưởng từ nhiều người, đồng thời cũng rất nhiệt tình chỉ dạy các môn hạ.

### Đời sống ẩn cư
Năm Hưởng Bảo thứ 5 (1720), ông cùng phái đoàn của phiên Tsushima dự lễ đăng quang của Triều Tiên Cảnh Tông đến Busan. Tuy nhiên, do bất mãn với cách đối xử từ phía Triều Tiên với phiên (trong đó có vấn đề buôn lậu nhân sâm), Amenomori từ chức năm Hưởng Bảo thứ 6 (1721), để lại gia sản cho con trai cả Kennojō. Về sau ông mở trường tư thục tại nhà riêng, qua ngày bằng việc dạy học và viết sách. Năm Hưởng Bảo thứ 14 (1729), ông một lần nữa đến Oa quán tại Busan với tư cách toàn quyền đặc sứ trong phiên tòa liên quan đến làm mới ngũ cốc nhập khẩu từ Triều Tiên và vấn đề về chất lượng của các mặt hàng nhập khẩu khác, vai trò ông đảm nhiệm trong hơn một năm. Năm Hưởng Bảo thứ 19 (1734), ông được bổ nhiệm làm sobayōnin (thân cận) của phiên chủ Tsushima và viết các sách "Chiyō Kanken" (治要管見 (Trị yếu quan kiến)) về việc điều hành phiên và "Kōrin Teisei" (交隣提醒 (Giao lân đề tỉnh)) về ngoại giao với Triều Tiên.
Năm Bảo Lịch thứ 5 (1755), ông mất tại tư gia ở Hiyoshi, Izuhara, Tsushima, hưởng thọ 88 tuổi. Thụy hiệu của ông là Nhất đắc trai Phương Châu Thành Thanh phủ quân. Mộ của ông tọa lạc tại Trường Thọ viện, Hiyoshi, thôn Izuhara, thành phố Tsushima, tỉnh Nagasaki, cạnh mộ của con trai ông Kennojō.

## Giai thoại
- Là một người thông thạo các ngôn ngữ trong triều đình Trung Hoa và Triều Tiên, ông từng đùa với một người Trung Quốc rằng "Tuy ông có vẻ biết nhiều thứ tiếng, nhưng tiếng Nhật của ông là trôi chảy hơn cả".
- Amenomori theo tư tưởng Tiểu Trung Hoa, và đã để lại lời cảm thán "Đáng ra ta muốn được sinh ra là người Trung Hoa".
- Ông cũng là một người say đắm nam sắc lưu hành tại Nhật Bản thời bấy giờ. Khi bị Shin Yu-han chê bai vì thú vui "vô cùng kỳ dị" này, ông đáp trả: "Là do quý học giả chưa tìm hiểu về thú vui này thôi".